# Культура кладбища H

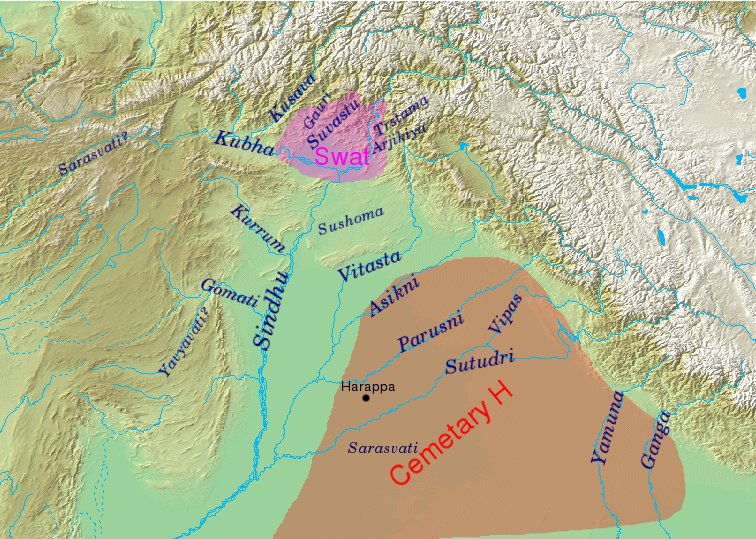
География Риг-веды, с указанием рек из Риг-веды. Обозначено распространение сватской культуры и культуры кладбища H.

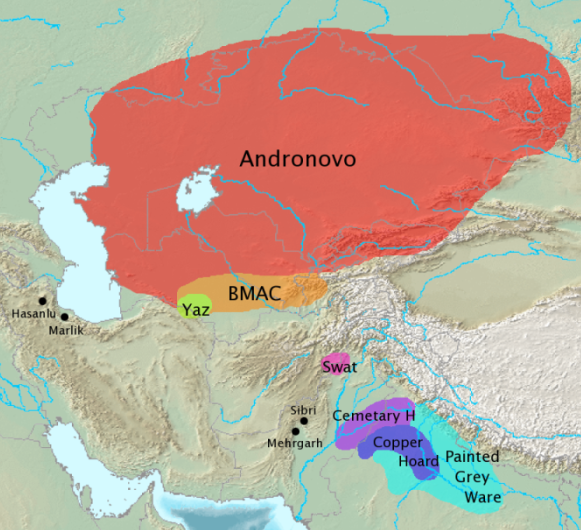
Археологические культуры, обычно связываемые с миграцией индоиранских народов (согласно Encyclopedia of Indo-European Cultures). Чаще всего с данными народами связывают Андроновскую, Маргианскую и Язскую культуры. Культуры кладбища H, медных кладов, сватская (гандхарская) и серой расписной керамики чаще рассматриваются как потомки местных доиндоевропейских культур.

Культура кладбища H (H — «аш», латинская буква) является развитием хараппской цивилизации в её северном регионе. Возникла около 1900 г. до н. э. на западе современного пакистанского Пенджаба. Культура названа по кладбищу в «зоне H» на раскопках Хараппы.
Культура кладбища H относится к Пенджабской фазе — одной из трёх фаз Эры локализации Цивилизации долины Инда. В свою очередь, Пенджабская фаза рассматривается в составе позднехараппской фазы.
Отличительные особенности данной культуры включают, в частности, следующие:
- кремация покойных. Останки укладывались в расписные керамические погребальные урны. Этот обычай в корне отличается от прежней хараппской цивилизации, где тела погребались в деревянных гробах. Урновые погребения и «могильные скелеты» встречались почти одновременно.[3]
- красноватая керамика, на которой чёрной краской изображены антилопы, павлины и др., солнечные или звёздные мотивы, обработка поверхности отличается от прежней керамики.
- распространение поселений на восток.
- рис становится основным злаком.
- явный упадок ранее широко распространённой торговли долины Инда, при этом такие материалы, как раковины моллюсков, больше не использовались.
- продолжение использования в строительстве кирпича-сырца.

В культуре кладбища H также «отмечается явное биологическое сходство» с более ранним населением хараппской цивилизации.
Археолог Кенойер отмечал, что данная культура, «вероятно, отражает лишь изменение в организации поселений по сравнению с более ранними стадиями хараппской культуры, а вовсе не разрыв культурных традиций, не упадок городов, не вторжение чужаков или покидание городов, хотя все подобные гипотезы предлагались ранее.»
Культура датируется периодом 1900—1300 гг. до н. э.